# Rolf Edberg (ishockeyspelare)
Rolf "Råttan" Edberg, född 29 september 1950 i Stockholm, är en svensk före detta ishockeyspelare.
Rolf "Råttan" Edberg startade sin ishockeykarriär i Hammarby IF och spelade 8 säsonger i AIK innan han blev professionell i NHL med spel i Washington Capitals under tre säsonger, 1978-1981. Han kom sedan tillbaka för ytterligare 2 säsonger i AIK och blev svensk mästare 1982. Han vann Guldpucken 1978, som säsongens främste spelare i Elitserien i ishockey och Sveriges herrlandslag i ishockey. I Tre Kronor spelade han 46 A-, 5 B- och 20 junior-landskamper. Han spelade totalt 313 seriematcher för AIK och gjorde på dessa 133 mål och 125 assist, totalt 258 poäng. Han avslutade sin karriär genom att se till att sluta cirkeln för spel under två säsonger i Hammarby 1983-1985. 
Rolf "Råttan" Edberg fick sitt smeknamn efter en allsvensk fotbollsspelare som hette Lars Boman. Denne kom att kallas "Råttan" efter en reservlagsmatch med AIK på Hagalunds IP då en katt hade förföljt honom under hela matchen. Rolf Edberg fick sedan överta Lars Bomans smeknamn.
Den 15 februari 2019 hissades hans matchtröja, med nummer 10, upp i taket på Johanneshovs isstadion.

## Meriter
- Svensk Mästare: 1982
- Guldpucken-vinnare: 1978
- Landskamper: 46 A
- VM-silver 1977
- VM-brons 1978
- EM-silver 1977
- EM-brons 1978, 1979

## Klubbar
- Hammarby IF 1966-1969 division 2, division 1
- AIK, 1969-1978 division 1, Elitserien
- Washington Capitals, 1978-1981 NHL
- AIK, 1981-1983 Elitserien
- Hammarby IF, 1983-1985 division 1, Elitserien